# 加賀谷寛
加賀谷 寛 （かがや ひろし、1930年 - 2019年6月19日）は、西アジア・南西アジアの諸言語・宗教・歴史を研究対象とした研究者。大阪外国語大学名誉教授。専門はイスラーム研究、ウルドゥー語学、イラン近現代史。

## 経歴
1930年、東京都生まれ。東京外国語大学ヒンドスタニー語学科（現・ウルドゥー語学科）を卒業後、東京大学大学院修士課程で宗教学を専攻した。
東京大学東洋文化研究所で助手を務めたのち、大阪外国語大学の講師に就いた。後に助教授、教授昇進。2019年6月19日に死去した。

## 栄典
- 2007年：パキスタン政府より「カーイデ・アーザムの星」勲章を受章[2]。
- 2010年：瑞宝中綬章を受章[2][4]。
- 2017年、第4回三笠宮オリエント学術賞を受賞。
- 2019年：死後、叙正四位

## 著作

### 著書
- 『アラブのナショナリズム』弘文堂 昭和36年
- 『イラン現代史』近藤出版社 昭和50年
- 『イスラム思想 朝日カルチャーブックス』大阪書籍 昭和61年
- 『もっと知りたいパキスタン』弘文堂 昭和62年
- 『パキスタンにおける政治と権力』アジア経済研究所 平成4年
- 『ウルドゥー語辞典』大学書林 2005年（平成17年）
- 『加賀谷寛著作集』全3巻、京都大学イスラーム地域研究センター、2013年（平成25年）

1南アジアとイスラーム、2南アジアの政治と文化、3近現代イランの社会と思想

### 共著・訳書
- 『イスラム文明』(H.A.R.ギブ著) 昭和42年 紀伊国屋書店
- 『パキスタンの再建』(アイユーブ・カーン著、浜口恒夫共訳) 昭和43年 オックスフォード大学出版局
- 『イスラム文明史』(H.A.R.ギブ著、共訳) 昭和43年 みすず書房
- ｢パキスタンの政治と宗教―イスラム国家(Islamic State)の理念について｣『現代パキスタンの研究1947～71』 昭和48年 アジア経済研究所
- ｢18世紀におけるイスラム宗教神秘主義史叙述｣『宗教と歴史』1977年(昭和52年) 山本書店
- 『南アジア現代史Ⅱ―パキスタン・バングラデシュ』1977年(昭和52年) 浜口恒夫共著、山川出版社
- 『中東現代史Ⅰ―トルコ・イラン・アフガニスタン』1982年(昭和57年) 永田雄三・勝藤猛共著、山川出版社
- 『中東ハンドブック』講談社 1978年(昭和53年)
- ｢南アジアにおける民衆宗教スーフィズム―聖者崇拝を中心に｣『神々の相克』中牧弘充(編) 1979年(昭和54年) 新泉社
- 『近代ウルドゥ文学史』（アブ・ル・ライス・スィッディーキー著） 昭和54年 東海大学出版会
- ｢近代イラン・ムスリム社会の宗派的二分化対抗｣『宗教と社会』 1981年(昭和56年)
- 『イスラム 誕生から現代まで』(H.A.R.ギブ著) 東京新聞出版局 1981年(昭和56年)
  - 『イスラム入門』講談社学術文庫、2002年（平成14年）
- 『イスラム事典』平凡社 1982年(昭和57年)
- 『パキスタン―世界の歴史教科書』（A.ハミード、A.G.チョウダリー著、共訳） 昭和60年 ほるぷ出版
- ｢イラン民族運動の発展｣『オリエント史講座』第6巻 学生社 昭和61年
- ｢アル・アフガーニーとムハンマド・アブドゥフ｣『オリエント史講座』 学生社 1986年
- ｢現代のイスラームの諸動向の地域間比較｣『人々のイスラーム』昭和62年 日本放送出版協会
- ｢総論｣｢イラン近現代史とアイデンティティ｣『他文化を受容するアジア』和泉書院 2000年
- 『イスラーム世界事典』(共編) 明石書店 2003年

### 論文・翻訳等
- ｢近代におけるイスラーム思想の展開とその現状｣『理想』304号 1958年
- ｢西アジアにおけるナショナリズム｣『思想』1960年12月号 昭和35年
- ｢パキスタン国家形成におけるイスラムの役割｣『東洋文化』29,pp.71-98. 昭和36年
- ｢ペルシャ語によるイラン立憲革命史文献｣『西南アジア研究』第9号 昭和36年
- ｢イラン立憲革命の性格について｣『東洋文化研究所紀要』第26冊 昭和37年
- ｢近代におけるイスラムについて｣『宗教研究』35巻四号 昭和37年
- ｢インド・パキスタンにおけるムスリムの現代思想史(1)｣『大阪外国語大学学報』31 1963年(昭和38年)
- ｢イラン立憲革命の性格について(後編)｣『東洋文化研究所紀要』第39冊 1964年(昭和39年)
- ｢戦後イラン出版のシーア・イスラム文献について｣ アジア・アフリカ文献調査委員会、第13冊 1964年(昭和39年)
- ｢イラン種族社会の近代的発展｣『アジア経済』第5巻第5号 1964年(昭和39年)
- ｢近代イスラムのコーラン解釈｣『オリエント』7:3,4 1964年
- ｢近代イスラムの一評価｣『東洋文化』38 1965年
- 'Islam as an Ideological Force', "Developing Economies", Vol.IV, No.1. 1966年
- ｢近代イラン権利闘争史と立憲革命｣『アジアの革命と法』(仁井田博士追悼論文集第2巻) 1966年(昭和41年)
- ｢現代イスラムの主体変革の基本動向｣『東洋研究』14 1966年
- ｢後期イスラムの二重構造｣『オリエント』第9巻2・3号 1967年(昭和42年)
- ｢18世紀インド・イスラムの宗教・思想｣『西南アジア研究』19, pp．1-13. 1967年
- ｢イスラム史観の近代化｣『アジア研究』第14巻3号 1967年
- ｢イスラムの宗教構造｣『東洋学術研究』第6巻第8号 1967年(昭和42年)
- 'Changing Muslim Views of Islamic History and Modernisation' "Developing Economies", Vol.VI, No.2 1968年(昭和43年)
- ｢イスラームの宗教思想にみられる社会組織論｣〈所内資料No．44―16〉アジア経済研究所調査研究部 1969年(昭和44年)
- ｢ガズナ朝支配下のホラーサーン地方の宗教集団｣『西南アジア研究』22号 1969年
- ｢イランにおけるレザー・シャー政権の成立｣『岩波講座世界歴史』第25巻 1970年(昭和45年)
- ｢十九世紀イランの民族運動｣『岩波講座世界歴史』第21巻 1971年(昭和46年)
- ｢ハーリー作『イスラムの盛衰』の本文(ローマ字訳)訳注(その一)｣『大阪外国語大学学報』60. 1979年(昭和54年)
- ｢19世紀インド・イスラムの聖者崇拝批判｣『オリエント』24:1 1981年(昭和56年)
- ｢イスラム都市内部の非ムスリム社会―近代イランの場合｣『現代アジア社会の研究』(大阪外国語大学アジア研究会) 1982年(昭和57年)
- ｢イスラム世界と政治的アイデンティティー｣『現代アジア政治における地域と民衆』(大阪外国語大学アジア研究会) 1983年(昭和58年)
- ｢19世紀南アジアから海路による集団的メッカ巡礼｣『大阪外国語大学学報』76号 1988年
- ｢革命状況と説教者｣ 『オリエント』第33巻第2号 1991年(平成3年)
- ｢情報とイスラム世界｣『歴史学研究』625号 1991年(平成3年)
- 'A Socio-Historical Study of the Iranian Constitutional Revolution', "Orient", XXVIII, 平成4年
- 'Aubash and Their Role in Modern Iran', "Orient", XXX, XXXI, 平成7年
- ｢ラクナウと周辺に、南アジア・イスラームの多様性の一端を求めて｣『アジア文化学科年報』第3号 追手門学院大学文学部アジア文化学科 2000年